# Cornau
Cornau è una frazione (Ortsteil) del comune di Drebber, nel land della Bassa Sassonia, in Germania.

## Storia
Già comune autonomo nel circondario della contea di Diepholz, fu soppresso e incorporato a Drebber il 1º marzo 1974.